# Большевик (Московская область)
Большеви́к — посёлок в Московской области России. Входит в городской округ Серпухов.

## География
Посёлок расположен в равнинной местности к северу от озера Долгого, находящегося в пойме Оки; на юго-запад от Серпухова, примыкая непосредственно к территории города, и к востоку от деревни Дашковка, на шоссе, соединяющем Серпухов с Протвином, Кремёнками, Тарусой.

## История
В 1994—2006 годах — центр Калиновского сельского округа.
Посёлок Большевик назван в честь большевиков. С 1 января 2006 до 30 декабря 2018 гг. посёлок был единственным населённым пунктом сельского поселения Калиновское. В тот же период посёлок также был фактическим центром сельского поселения Дашковское.

### Сельское поселение Калиновское
Сельское поселение Калиновское было образовано в соответствии с Законом Московской области от 28.02.2005 № 78/2005-ОЗ «О статусе и границах Серпуховского муниципального района и вновь образованных в его составе муниципальных образований».
Администрация располагалась по адресу: 142253, Московская область, Серпуховский район, пос. Большевик, ул. Ленина. д. 36.
Законом Московской области № 220/2018-ОЗ от 14 декабря 2018 года, поселение было упразднено и вместе с другими поселениями Серпуховского муниципального района объединено с городским округом Серпухова в единое муниципальное образование городской округ Серпухов.
На востоке, юго-востоке, юго-западе и западе сельское поселение Калиновское граничило с городским округом Серпухов, на северо-западе, севере, востоке — с сельским поселением Дашковским.
Являлось крупнейшим поселением Серпуховского муниципального района по численности населения.

## Население
| 2002  | 2006  | 2010  | 2012  | 2013  | 2014  | 2015  | 2016  |
| ----- | ----- | ----- | ----- | ----- | ----- | ----- | ----- |
| 5272  | ↗5530 | ↗5691 | ↗5704 | ↗5724 | ↗5864 | ↗5986 | ↗6044 |
| 2017  | 2018  | 2019  | 2021  |       |       |       |       |
| ↗6085 | ↘6021 | ↘5968 | ↗7679 |       |       |       |       |

По данным на 2008 год население Большевика составляет 5758 человек, посёлок является крупнейшим населённым пунктом Серпуховского муниципального района.

## Инфраструктура

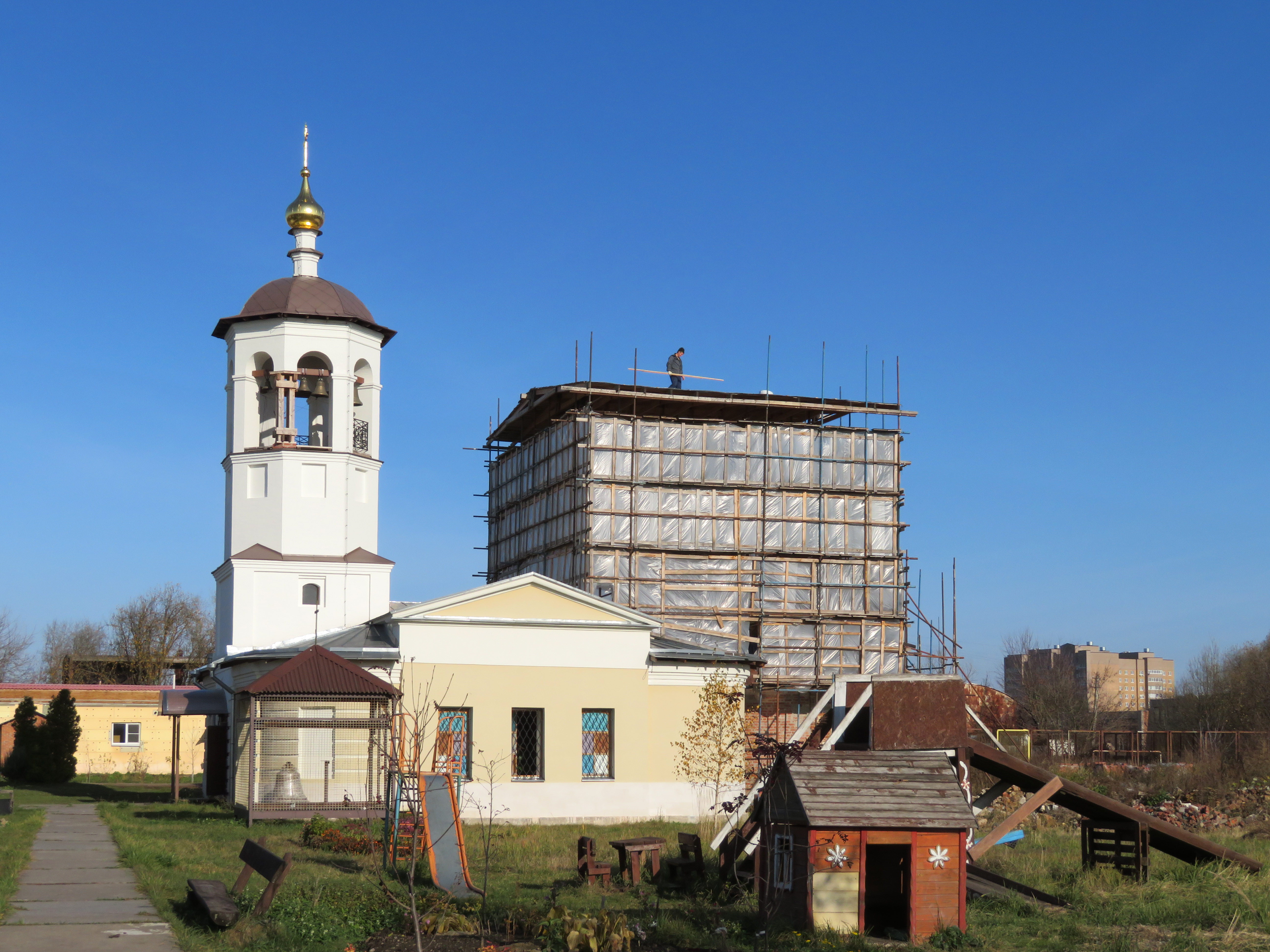
Восстановление церкви Николая Чудотворца на погосте Березна, 2020 год

В Большевике расположен детский сад, средняя школа, Губернский профессиональный колледж (бывш. Профессиональное училище (ПУ-99)), медицинская амбулатория, Дом культуры. Ведётся активное строительство многоквартирных жилых домов.

## Спорт
В Большевике находится дворец спорта, в котором проводит свои матчи женская волейбольная команда Высшей лиги Чемпионата России «Надежда» и мини-футбольный клуб «Молодая гвардия», выступающий в Первой лиге.

## Достопримечательности
Главной достопримечательностью населённого пункта считается церковь Святителя Николая Чудотворца, построенная в 1698 году. Храм был расширен в начале XIX века за счет строительства двух приделов — во имя Тихвинской иконы Божией Матери и во имя святителя Митрофана, епископа Воронежского. Строительство велось на средства купца С. Г. Зубова. Церковь входит в ансамбль погоста Березна, включающий также ограду XVIII века и угловые шестигранные башни XIX века. Также в комплекс входят домик причта и здание гостиницы-богадельни. В советское время в здании церкви располагалась контора совхоза «Большевик». В конце XX — начале XXI века в помещениях бывшего храма — склад. В 1900 году при храме была открыта воскресная школа под попечением крестьянина П. Б. Горячева при священнике П. Лавровском. С 2006 года в храме возобновлены богослужения, начаты реставрационные работы.
Погост Березна (церковь Великаго чудотворца Николы в Березниках) является памятником истории и культуры.
Памятник В. И. Ленину (скульптор  Б. И. Дюжев), установленный в 1970 году.